# Dinamo Soukhoumi
Maillots
Le Football Club Dinamo Soukhoumi (en géorgien : საფეხბურთო კლუბი დინამო სოხუმი), plus couramment abrégé en Dinamo Soukhoumi, est un club géorgien de football fondé en 1936 et basé à Tbilissi, la capitale du pays.
Le club évolue une fois en première division, lors de la saison 2005-2006. Il se classe 15e et avant-dernier du championnat, avec 5 victoires, 3 nuls et 22 défaites.

## Histoire
Le club est fondé par des déplacés internes d'Abkhazie (Soukhoumi étant la capitale de la république abkhaze).